# نیروگاه گیلگل گیبه دوم
نیروگاه گیلگل گیبه دوم (به لاتین: Gilgel Gibe II Power Station) یک نیروگاه برقابی در اتیوپی است که در جیما، منطقه اورومیا واقع شده است.